# فيتري سور سين
فيتري-سور-سين (بالفرنسية: Vitry-sur-Seine)‏ هي بلدية فرنسية تقع في إقليم فال دو مارن في  منطقة إيل دو فرانس وتقع في شمال فرنسا وهي اليوم ضاحية لباريس ويسكنها حوالي 85000 نسمة حسب إحصائيات سنة 2009.

## توأمة
لفيتري سور سين اتفاقيات توأمة مع:
- مايسن

## أعلام
- جيمي برياند
- جان بابتيست برونيه
- ياسين عدلي
- باستين لشود
- سكيزي
- دانيال دوفال
- فرانسوا جوزيف فيكتور بروساي

## روابط
- الموقع الرسمي لعمادة المدينة